# Magyar Televízió
Magyar Televízió (MTV, em português: Televisão húngaro) é uma rede de televisão pública na Hungria. O canal é membro activo da União Europeia de Rádiodifusão (EBU), e éresponsável pela presença do seu país na Eurovisão.

## Canais da MTVA
- DUNA
- Duna World
- M1
- M2
- M2 Petőfi TV
- M3
- M4 Sport
- M5